# Personaggi del Ciclo della Fondazione
Questo è un elenco dei personaggi del Ciclo della Fondazione di Isaac Asimov, in ordine alfabetico. Molti di essi vengono soltanto nominati, oppure compaiono brevemente.
Le date sono espresse in Era Galattica (EG) o in Era della Fondazione (EF).

## A
- A. Kendray

Funzionario di una stazione d'ingresso a Comporellen, nel 499 EF, appare in Fondazione e Terra.
- Aburamis

Imperatore, vissuto molto prima dell'inizio dell'era della Fondazione. Ha promulgato dei codici di leggi, ancora in vigore all'epoca di Hari Seldon, in cui la denigrazione dell'Imperatore era punita con la morte. È nominato in Fondazione anno zero (prima parte).
- Agis VI

Imperatore della dinastia Agis, vissuto circa duemila anni prima dell'inizio dell'Era della Fondazione. Tentò di prendere il controllo della Biblioteca Galattica, senza successo.
È nominato in Fondazione anno zero (quarta parte).
- Agis XIV

Imperatore, regnò circa dal 12048 EG al 12065 EG. Cugino di terzo grado di Cleon I, era il più vicino a lui come parentela quando la giunta militare che aveva preso il potere dopo il suo assassinio cadde, e per questo fu scelto come Imperatore. Non ebbe mai vero potere, che si concentrò nelle mani del Comitato per la Sicurezza pubblica. Scelse il nome di Agis per riconnettersi alla dinastia Agis, che aveva regnato circa duemila anni prima. Attorno al 12058 EG incontrò più volte Hari Seldon; durante il suo regno più di metà delle provincie era indipendente di fatto, non inviando più tributi al potere centrale: nella rivolta di Santanni, nel 12058, morì Raych Seldon.
Appare nella quarta parte di Fondazione anno zero.
- Alban Wellis

Tenente della Guardia Imperiale nel 12020 EG, accompagna Hari Seldon nel Palazzo Imperiale durante la prima visita di questi. Appare in Preludio alla Fondazione.
- Alem

Teppista ingaggiato insieme a Marbie da Eto Demerzel per costringere Hari Seldon a lasciare Trantor nel 12020 EG, il giorno dopo la sua udienza con l'imperatore Cleon I. Viene malmenato da Seldon e da Chetter Hummin, che si sono difesi.
Appare in Preludio alla Fondazione.
- Anat Bigell

Matematico vissuto circa trecento anni prima di Hari Seldon, ha scritto un libro intitolato Deduzione matematica. È nominato in Preludio alla Fondazione.
- Ankor Jael

Ministro dell'Educazione della Fondazione e successivamente braccio destro di Hober Mallow. Appare in Cronache della Galassia (quinta parte).
- Arcadia Darell

Arcadia Darell (detta Arkady) è la nipote di Toran e Bayta Darell, figlia di Toran II. Nata su Trantor nel 362 EF, viene condizionata fin da bambina dalla Seconda Fondazione; grazie a questo è una ragazza estremamente precoce.
Scappata di casa a quattordici anni per andare su Kalgan insieme ad Homir Munn, viene poi in contatto con Preem Palver, che la porta di nuovo su Trantor e fa ricevere a suo padre un messaggio con cui lo informava della sua idea sulla localizzazione della Seconda Fondazione.
Diventa in seguito scrittrice, nota per la biografia romanzata di sua nonna. Muore nel 443 EF.
È la protagonista della seconda parte di L'altra faccia della spirale.
- Asper Argo

Commodoro di Korell attorno al 150 EF. Sposa Licia, figlia del viceré di Siwenna, insieme al quale progetta di attaccare la Fondazione. Apre Korell al commercio con Terminus; successivamente andrà in guerra con la Fondazione, dove sarà sconfitto dalla strategia attendista di Hober Mallow.
Appare in Cronache della Galassia (quinta parte).
- Astinwald

Agente dell'impero.
Appare in Preludio alla fondazione.

## B
- Bail Channis

Membro della Seconda Fondazione. Attorno al 310 EF viene condizionato per credere che la Seconda Fondazione si trovi su Rossem, e poi mandato a Kalgan per essere seguito dal Mulo. In seguito a un confronto col Mulo a Rossem la sua mente risulterà danneggiata; verrà salvato solo dall'intervento del Primo Oratore.
Appare nella prima parte di L'altra faccia della spirale.
- Bayta Darell

Nata su Terminus, laureata in storia. Membro della resistenza democratica al regime di Indbur III, sposa Toran Darell, e si trasferisce con lui su Haven. Durante la loro luna di miele su Kalgan, spinta dalla pietà, convince suo marito a difendere Magnifico Giganticus, presentatosi come buffone del Mulo, che li seguirà su Terminus, dove assisteranno all'apparizione di Hari Seldon nella Volta del Tempo e alla conquista del pianeta da parte del Mulo.
Fuggiti assieme a Ebling Mis, si rifugiano su Haven, scappando poco prima che il pianeta sia conquistato dalle forze del Mulo; si recano prima su Neotrantor e poi su Trantor, per permettere a Ebling Mis di trovare l'ubicazione della Seconda Fondazione. Dopo aver intuito che Magnifico Giganticus è in realtà il Mulo, uccide Ebling Mis che gli stava comunicando questa informazione.
È madre di Toran Darell II, la cui figlia Arkady scriverà una sua biografia. È protagonista della seconda parte di Il crollo della Galassia centrale.
- Bel Arvardan

Archeologo dell'epoca paleoimperiale, citato da Munn Li Compor durante un suo incontro con Golan Trevize su Sayshell, nel tentativo di dissuaderlo nella ricerca del pianeta Terra, considerato pianeta morto o inesistente.
Personaggio eroico leggendario sul pianeta natale di Compor, mancando oramai fonti documentate, si narra come Arvardan si reca sulla Terra, facente parte del settore Sirio, trovandolo "un mondo radioattivo boicottato e maltrattato ... che si accinse in qualche modo a distruggere l'impero stesso".
Bel Arvardan è infatti il coprotagonista di Paria dei cieli, ambientato nel IX secolo dell'era imperiale.
Citato in L'orlo della Fondazione.
- Bel Riose

Giovane Generale dell'Impero Galattico (34 anni), soprannominato "Il Leone Della 26ª Flotta", divenne ufficiale per aver compiuto un atto eroico sulla nave da battaglia su cui era imbarcato. Idealista, coraggioso, leale, sarebbe stato un ufficiale "d'altri tempi". Ingaggiò battaglia contro la prima fondazione (che perse tutti gli scontri). La tecnica "d'accerchiamento sferico" avrebbe dato i suoi frutti, se non fosse stato per i suoi troppi successi. Fu proprio il suo carisma (le truppe lo adoravano) ed il suo alone di "Giovane condottiero vittorioso" che ne decretò la fine. Venne fatto giustiziare dall'imperatore Cleon II per paura che lo potesse spodestare.
Per tragica ironia della sorte, il giovane generale Riose non aveva mai mirato al trono imperiale, ma solo a servire fedelmente Cleon II.
- Bellis Seldon

Figlia di Raych Seldon e di Manella Dubanqua. Nasce attorno al 12052 EG (-12 EF), e muore presumibilmente assieme alla madre nel 12058 EG (-8 EF).
È nominata in Fondazione anno zero.
- Blissenobiarella

Giovane donna gaiana. Come tutti i gaiani, ha la facoltà di percepire le emozioni umane e di leggere limitatamente nel pensiero. Nel 498 EF accoglie Golan Trevize e Janov Pelorat; diventerà poi l'amante di quest'ultimo, e accompagnerà i due nella ricerca della Terra, nel 499 EF. Su Solaria, ucciderà per autodifesa Sarton Bander, e per rimorso si prenderà cura di suo figlio Fallom, portandolo con sé.
Appare in L'orlo della Fondazione ed è una protagonista di Fondazione e Terra.
- Bor Alurin

Unico psicostoriografo ad essersi trasferito su Terminus. Si unì al Progetto Psicostoria dopo esser stato reclutato da Wanda Seldon e Stettin Palver. Ha dei limitati poteri mentali; tra i suoi allievi è presente Salvor Hardin.
Appare in Fondazione anno zero (quarta parte) ed è nominato in Cronache della Galassia.
- Brodrig

È il cortigiano più fedele di Cleon II finché non viene inviato a controllare Bel Riose nella sua offensiva contro la Fondazione. Chiederà per il generale dei rinforzi all'imperatore, ottenendoli, per poi essere processato e condannato per tradimento.
Appare in Il crollo della Galassia centrale (prima parte).

## C
- Callia

Amante del Signore di Kalgan Stettin nel 377 EF, appare nella seconda parte di L'altra faccia della spirale.
- Caposole Quattordici

Sommo Anziano del settore di Micogeno a Trantor nel 12020 EG. In quell'anno, a seguito di una richiesta di Chetter Hummin, offre rifugio nel suo settore ad Hari Seldon e a Dors Venabili, cacciandoli dopo la loro intrusione nel Tempio. È ancora vivo otto anni dopo.
Appare in Preludio alla Fondazione ed è nominato nella prima parte di Fondazione anno zero.
- Casilia Tisalver

Moglie di Jirad Tisalver, appare in Preludio alla Fondazione.
- Chenn

Comandante di squadrone della flotta della Fondazione nella battaglia di Quoriston (377 E. F.). Viene mandato dal capitano Dixyl a prendere alle spalle la flotta di Kalgan. Alle ore 1330 le cinquanta astronavi dello squadrone si materializzano, dopo un viaggio di 11,83 ore nell'iperspazio, alle spalle della flotta nemica, determinando la vittoria della Fondazione
Appare nella seconda parte di L'altra faccia della spirale.
- Chetter Hummin

Nome con cui Eto Demerzel si fa conoscere da Hari Seldon in gran parte di Preludio alla Fondazione.
- Cinda Monay

Una tecnica, uno dei membri non matematici più importanti del Progetto Psicostoria. Insieme a Tamwile Elar progetta e costruisce il "Charificatore Elettronico", usato per costruire una versione potenziata del Primo Radiante.
Appare nella terza parte di Fondazione anno zero.
- Civ Novker

Avvocato di Hari Seldon nel 12058 EG, appare nella quarta parte di Fondazione anno zero.
- Cleon I

- Cleon II detto il Grande

Cleon II era l'imperatore dell'Impero Galattico al tempo di Ducem Barr. Era anche chiamato Cleon II il grande.
- Clowzia

Tirocinante di meteorologia nel 12020 EG all'università di Streeling. Partecipa alla spedizione sulla Faccia Superiore nella quale Hari Seldon rischia di morire assiderato. Appare in Preludio alla Fondazione.

## D
- Da-Nee

Leggendario "essere umano artificiale" nei miti di Billibotton, citato da Mamma Rittah. Era amico di Ba-Lee.
Secondo la leggenda "non è mai morto e aspetta da qualche parte il suo momento per ritornare".
È ovviamente la trasfigurazione leggendaria di R. Daneel Olivaw.
Citato in Preludio alla Fondazione.
- Dagobert IX

Figlio o nipote di Cleon II, è imperatore quando l'Impero è ridotto ormai ad una ventina di pianeti agricoli attorno a Neotrantor; viene spodestato dal Mulo attorno al 300 EF, quando è un vecchio poco lucido. Appare nella seconda parte di Il crollo della Galassia centrale.
- Dagobert X

Figlio di Dagobert IX, è un crudele principe ereditario quando viene ucciso da Magnifico Giganticus attraverso la musica di un visisonor. Appare nella seconda parte di Il crollo della Galassia centrale.
Fu l'ultimo imperatore del primo Impero Galattico.
- Daluben IV

Imperatore della Galassia e successore di Agis XIV, di fatto regnante ma sostanzialmente nelle mani di Linge Chen; era l'imperatore regnante durante il Processo Seldon e firmò l'atto di sostanziale esilio degli Enciclopedisti su Terminus.
- Daneel (R. Daneel Olivaw)

- Davan

Capopopolo dahlita nel 12020 EG, pronto a rivoltarsi insieme al Sindaco di Wye. Incontrò Hari Seldon e Dors Venabili. Appare in Preludio alla Fondazione.
- Delora Delarmi

Nel 498 è un'ambiziosa Oratrice della Seconda Fondazione, rivale di Stor Gendibal per la successione al Primo Oratore Quindor Shandess. Appare in L'orlo della Fondazione.
- Demen

Sergente di guardia dell'astronave Far Star, attorno al 150 EF. Fu punito da Hober Mallow per aver fatto entrare Jord Parma. Appare in Cronache della Galassia (quinta parte).
- Dixyl

Capitano della Fondazione durante la battaglia di Quoriston. Appare nella seconda parte di L'altra faccia della spirale.
- Dokor Walto

Vedi Walto.
- Dom

Nato nel 405 EF, nel 498 EF è uno dei più anziani e rispettati abitanti di Gaia. Il suo vero nome è di duecentocinquantatré sillabe, le prime delle quali sono Endomandiovizamarondeyaso. Appare in L'orlo della Fondazione e brevemente in Fondazione e Terra.
- Dors Venabili

- Drawt

Tenente e secondo in comando dell'astronave Far Star comandata da Hober Mallow. Appare in Cronache della Galassia (quinta parte).
- Ducem Barr

Sesto e ultimo figlio di Onum Barr, l'unico sopravvissuto al massacro avvenuto a Siwenna attorno al 140 EF. Assassino del Viceré di Siwenna che aveva ordinato il massacro, Ducem Barr continuò le ricerche del padre sulla Fondazione e su Hari Seldon. Per queste sue conoscenze il generale Bel Riose lo costrinse a seguirlo nella sua offensiva contro la Fondazione; con l'aiuto di Lathan Devers, Barr fuggì per Trantor, dove tentò di denunciare all'Imperatore il tradimento di Brodrig e di Bel Riose.
Successivamente fu il capo della delegazione siwenniana che firmò un accordo economico con la Fondazione.
Appare in Il crollo della Galassia centrale (prima parte).
- Dugal Tennar

Generale dell'Impero, è l'ultimo capo della Giunta Militare che aveva preso il potere dopo l'assassinio di Cleon I. Viene rovesciato dopo aver tentato di imporre una tassa forfettaria, su consiglio (truffaldino) di Hari Seldon.
Appare nella terza parte di Fondazione anno zero.

## E
- Ebling Mis

Attorno al 300 EF, prima dell'ascesa del Mulo, è lo scienziato più importante della Fondazione. Cerca di duplicare il lavoro di Hari Seldon; dopo la sconfitta della Fondazione da parte del Mulo, si trasferisce insieme a Toran e Bayta Darell su Trantor per tentare di scoprire l'ubicazione della Seconda Fondazione. Sarà ucciso da Bayta Darell poco dopo averla scoperta per evitare che il Mulo, presente come Magnifico Giganticus, venisse a conoscere questa informazione.
Appare ne Il crollo della Galassia centrale, seconda parte.
- Elgin Marron

Teppista di Billibotton; nel 12020 EG, insieme alla sua banda, assale Hari Seldon e Dors Venabili, rimanendo però ferito. Appare in Preludio alla Fondazione.
- Elvett Semic

Fisico all'università di Terminus, fa parte del gruppo di Toran Darell II e lo aiuta a costruire lo Staticizzatore Mentale.
Appare nella seconda parte di L'altra faccia della spirale.
- Emmer Thalus

Sergente delle forze di sicurezza del Settore di Wye, su Trantor, venne mandato da Rashelle di Wye a prelevare Hari Seldon a Dahl. Sarà ucciso da Rashelle dopo essersi rifiutato di uccidere Hari Seldon, poiché questo l'aveva risparmiato a Dahl.
Appare in Preludio alla Fondazione.
- Endor Levanian

Pilota di Trantor durante la fuga di Hari Seldon da Eto Demerzel (12020 EG). Appare in Preludio alla Fondazione.
- Eskel Gorov

Capo dei Mercanti e agente segreto della Fondazione in un periodo tra l'80 e il 150 EF. Appare nella quarta parte di Cronache della Galassia.
- Eto Demerzel

- Evander Sopellor

Tenente di Terminus nel 498 EF, appare in L'orlo della Fondazione.

## F
- Fallom

Solariano, ermafrodito, generato da Sarton Bander. Viene prelevato ancora immaturo dal pianeta Solaria dalla spedizione capitanata da Golan Trevize nel 499 EF, a seguito della morte del suo genitore. Si fonderà mentalmente con R. Daneel Olivaw nell'epilogo di Fondazione e Terra.
- Fasciadicielo Due

Anziano di Micogeno, appare brevemente in Preludio alla Fondazione.
- Fennel Leemor

Ingegnere di terza classe di Loris, partecipa alla battaglia di Quoriston. Appare nella seconda parte di L'altra faccia della spirale.
- Finangelos

Studente di matematica all'Università di Streeling, nel 12028 EG. Appare in Fondazione anno zero (prima parte).
- Flavella

Moglie di Golan Trevize, hanno divorziato prima del 498 EF. È nominata in l'orlo della Fondazione.
- Franken I

Imperatore, capostipite della dinastia dei Kamble. Estese il dominio trantoriano unificando la Galassia e proclamandone l'impero, iniziando così la datazione civile nota come Era Galattica o E.G. Il sovrano viene citato nel libro Paria dei cieli e la sua dinastia in L'altra faccia della spirale.
- Franssert

Detto Fran, padre di Toran Darell, fratello di Randu, originario del mondo di Haven. Ha esercitato per molto tempo la professione di mercante indipendente. Appare nella seconda parte di Il crollo della Galassia centrale.

## G
- Gaal Dornick

Matematico originario del pianeta Synnax. Giunge su Trantor per unirsi al Progetto Psicostoria di Hari Seldon nel 12067 EG (-1 EF). Immediatamente arrestato e processato con il suo maestro, sarà condannato all'esilio su Terminus. Egli installerà gli ologrammi del suo mentore e ne scriverà una biografia.
Appare nella prima parte di Cronache della Galassia.
- Gambol Deen Narmarti

Braccio destro di Laskin Joranum nel 12028 EG. Dieci anni dopo organizzerà insieme a Gleb Andorin una cospirazione volta ad uccidere l'imperatore Cleon I o il primo ministro Hari Seldon durante il benvenuto ai nuovi giardinieri.
Appare nelle prime due parti di Fondazione anno zero.
- Garre

Citato da La Volpe (Orum Palley) come esempio di membro della Fondazione passato al Mulo.
Citato nella seconda parte di Il crollo della Galassia centrale.
- Gatis

Funzionario di una stazione d'ingresso a Comporellen, nel 499 EF, appare in Fondazione e Terra.
- Gebore Astingwald

Agente di polizia di Dahl, nel 12020 EG. È collega di Lanel Russ; appare in Preludio alla Fondazione.
- Gennario Mummery

Nel 12058 EG, membro del Consiglio direttivo della Biblioteca Galattica a Trantor, fautore della limitazione degli accessi alla Biblioteca e ad Hari Seldon. Appare in Fondazione anno zero (quarta parte).
- Gilmer

Ribelle, autore del Grande Saccheggio di Trantor. È nominato nella seconda parte di Il crollo della Galassia centrale.
- Gleen

Archeologo vissuto almeno 800 anni prima di Salvor Hardin. Viene citato da Lord Dorwin come fonte principale degli scritti su cui si basano le sue convinzioni sul tema "Problema delle Origini".
Citato in Cronache della Galassia (prima parte).
- Gleb Andorin

Membro della Real Casa di Wye nel 12038 EG, organizza insieme a Gambol Deen Narmarti un'insurrezione per uccidere Hari Seldon. Sarà ucciso da Manella Dubanqua nei giardini del Palazzo Imperiale durante il tentativo di mettere in atto questo piano. Appare in Fondazione anno zero (seconda parte).
- Gocciadipioggia Quarantatré

Micogeniana, sorella maggiore di Gocciadipioggia Quarantacinque. Nel 12020 EG viene assegnata insieme alla sorella ad aiutare Hari Seldon e Dors Venabili, temporaneamente a Micogeno durante la loro fuga.
Appare in Preludio alla Fondazione.
- Gocciadipioggia Quarantacinque

Vedi Gocciadipioggia Quarantatré.
- Golan Trevize

- Gran Maestro di Askone

Governatore di Askone. Fa imprigionare Eskel Gorov, costringendo Limmar Ponyets ad accorrervi per mediare con successo la liberazione.
Appare in Cronache della Galassia (quarta parte).
- Grun

Guardia dell'astronave Far Star, appare in Cronache della Galassia (quinta parte).

## H
- Han Pritcher

Nato attorno al 260 EF a Loris da genitori di Anacreon, Han Pritcher ha studiato all'Accademia di Scienze della Fondazione ottenendo la laurea in ingegneria, per poi entrare nell'esercito nel 293 EF ed essere assegnato al Servizio Informazioni. Dopo esser stato ferito due volte in servizio ed aver ricevuto una medaglia al valore, giunto al grado di capitano viene estromesso per insubordinazione dal sindaco Indbur III.
Capo sezione di una cellula di resistenza democratica al sindaco Indbur, dopo la conquista di Terminus da parte del Mulo partecipa ad un piano per l'assassinio di questo. Preso prigioniero, viene condizionato dal Mulo, che lo promuove a colonnello. Diventerà poi il suo luogotenente.
Appare nella seconda parte di Il crollo della Galassia centrale e nella prima di L'altra faccia della spirale.
- Hano Linder

Nel 12020 EG, abitante di Dahl, collega di Jirad Tisalver; appare in Preludio alla Fondazione.
- Hanselm haut Rodric

Sottoprefetto di Pleuma, nel 50 EF, subito dopo la secessione di Anacreon dall'Impero Galattico è inviato straordinario del re di Anacreon a Terminus, per scoprire le intenzioni della Fondazione nei riguardi dei nuovi Regni.
Appare in Cronache della Galassia (seconda parte).
- Hanto

Poliziotto di Kalgan, appare nella seconda parte di L'altra faccia della spirale.
- Hari Seldon

- Harla Branno

Sindaco di Terminus durante l'ottava Crisi Seldon, nel 498 EF. Dopo la soluzione ella reagisce ad un attacco politico di Golan Trevize esiliandolo ed affidandogli un delicato compito, ufficialmente trovare il pianeta d'origine dell'umanità, ufficiosamente per scoprire se la Seconda Fondazione esiste ancora. Branno è stata ambasciatrice a Madras. Decisionista, determinata, intransigente, i suoi avversari politici l'hanno soprannominata "Branno la Bronzea". Probabile accostamento con il politico britannico Margaret Thatcher, Primo Ministro all'epoca della stesura del romanzo, soprannominata "La Lady di Ferro".
Appare in L'orlo della Fondazione.
- Hella

Amica di Bayta Darell durante l'assedio di Haven da parte del Mulo. Appare nella seconda parte di Il crollo della Galassia centrale.
- Hender Linn

Colonnello dell'Impero, braccio destro di Dugal Tennar, appare nella terza parte di Fondazione anno zero.
- Hiroko

Giovane donna del mondo di Alpha, che permette la fuga di Golan Trevize, Janov Pelorat e Bliss da una trappola biologica. Appare in Fondazione e Terra.
- Hober Mallow

- Homir Munn

Bibliotecario, nel 377 EF possiede la più ampia raccolta di testi sul Mulo; si reca su Kalgan su richiesta di Toran Darell II per trovare informazioni sulla Seconda Fondazione, da cui verrà condizionato.
Appare nella seconda parte di L'altra faccia della spirale.
- Humbal Yariff

Storico liviano, visse negli ultimi anni dell'Impero Galattico, Propose un metodo per la ricerca indiretta della Terra. Questo metodo era basato sull'analisi delle date di colonizzazione dei pianeti abitati: i più antichi avrebbero dovuto trovarsi approssimativamente su una sfera il cui centro era la Terra. Tale progetto venne lasciato cadere per mancanza di dati certi sulle colonizzazioni.
È nominato in Fondazione e Terra.
- Huxlani

Tecnico qualificato di Prima classe della Scuola Centrale di Anacreon. È l'ingegnere capo dell'astronave che porta Bail Channis su Tazenda. Trova sull'astronave un "localizzatore" e lo consegna a Channis.
Appare nella prima parte di L'altra faccia della spirale.

## I
- Inchney

Autista di Jord Commason attorno al 300 EF, è stato Lord. Appare nella seconda parte di Il crollo della Galassia centrale.
- Indbur I

Sindaco di Terminus e capostipite dell'omonima dinastia, eletto per poi arrogarsi la propria carica a vita. È citato nella seconda parte di Il crollo della Galassia centrale.
- Indbur II

Primo sindaco di Terminus ad occupare questa carica per diritto ereditario, figlio di Indbur I e padre di Indbur III. È nominato nella seconda parte di Il crollo della Galassia centrale.
- Indbur III

Figlio di Indbur II e nipote di Indbur I, sindaco di Terminus per diritto ereditario, si arrende al Mulo quando questo attacca Terminus. Appare nella seconda parte di Il crollo della Galassia centrale.
- Iwo Lyon

Abitante di Radole attorno al 300 EF, appare nella seconda parte di Il crollo della Galassia centrale.

## J
- Jaim Orsy

Membro del Partito Anti-Immobilista di Terminus nell'80 EF, appare in Cronache della Galassia, terza parte.
- Jaim Twer

Politico della Fondazione attorno al 150 EF. È legato a Jorane Sutt, per conto del quale spia Hober Mallow. Appare in Cronache della Galassia (quinta parte).
- Janov Pelorat

- Jenarr Leggen

Meteorologo all'università di Streeling nel 12020 EG, capo di una spedizione scientifica sulla Faccia Superiore di Trantor, alla quale partecipa Hari Seldon a rischio della propria incolumità. Appare in Preludio alla Fondazione.
- Jerril

Agente della Commissione per la Sicurezza Pubblica, pedina Gaal Dornick al suo arrivo a Trantor. Appare in Cronache della Galassia (prima parte).
- Jemby

Robot solariano, tutore di Fallom. Si disattiva alla morte di Sarton Bander. Appare in Fondazione e Terra.
- Jendippurus Khoratt

Ammiraglio trigelliano, appare in L'orlo della Fondazione.
- Jirad Tisalver

Nel 12020 EG, lavora ad una stazione olovisiva di Dahl. Ospita Seldon durante la sua fuga; è marito di Casilia Tisalver, con cui ha una figlia. Appare in Preludio alla Fondazione.
- Jogoroth Sobhaddartha

Impiegato della Dogana di Sayshell nel 498 EF, appare in L'orlo della Fondazione.
- Jole Turbor

Tecnico televisivo e giornalista, fa parte del gruppo di Toran Darell II; successivamente partecipa alla battaglia di Quoriston come cronista.
Appare nella seconda parte di L'altra faccia della spirale.
- Joramis Palver

Nonno di Stettin Palver, nato nell'11990 EG, morto prima del 12058. Ha conosciuto Hari Seldon, che ha provato a convincerlo ad unirsi al Progetto Psicostoria. È nominato in Fondazione anno zero (quarta parte).
- Jorane Sutt

Segretario del Sindaco di Terminus poco prima del 150 EF, è uno dei politici più influenti dell'epoca. È un sostenitore della politica di controllo del commercio da parte del clero, e per questo avversario di Hober Mallow, che lo farà arrestare una volta diventato sindaco. Mallow successivamente si dimostra disposto a lasciarlo libero a patto che lavori per lui, ma Sutt rifiuta perché convinto di poterlo ancora sconfiggere mediante la propaganda. Il sindaco lo fa quindi rinchiudere definitivamente e presto le previsioni di Mallow si avverano: Terminus vince la guerra e la propaganda di Sutt fallisce miseramente. Sutt è stato uno degli ultimi sostenitori della politica di conquista tramite la diffusione della pseudo-religione. La sua sconfitta è uno degli eventi che sanciscono il termine del potere del clero. 
È un protagonista della quinta parte di Cronache della Galassia.
- Jord Commason

Attorno al 300 EF è il più grande proprietario terriero di Neotrantor, ed è stato il compagno di giochi di Dagobert X. Appare nella seconda parte di Il crollo della Galassia centrale.
- Jord Fara

Nel 50 EF, membro del Consiglio dei Fiduciari della Fondazione. In quell'anno pesa 150 chili; è il primo a suggerire un collegamento tra la Volta del Tempo e gli avvenimenti storici.
Appare in Cronache della Galassia (seconda parte).
- Jord Parma

Membro della Polizia segreta del pianeta Korell. Complotta contro Hober Mallow nel 150 EF, fingendosi missionario della Fondazione, onde dare al dittatore locale, il Commodoro Asper Argo, il pretesto per distruggere l'astronave.
Appare in Cronache della Galassia (quinta parte).
- Juddee

Conoscente di Bayta Darell durante l'assedio di Haven da parte delle forze del Mulo. Appare nella seconda parte di Il crollo della Galassia centrale.

## K
- Kallo

Presidente dell'Unione Sayshell che firmò l'armistizio col Mulo, è nominato in L'orlo della Fondazione.
- Karoll Rufirant

Contadino trantoriano, nel 498 EF sotto controllo mentale aggredisce Stor Gendibal, per poi essere fermato da Sura Novi. Appare in L'orlo della Fondazione.
- Kaspal Kaspalov

Addetto al controllo della ventilazione del settore di Anemoria, su Trantor, seguace di Laskin Joranum e più tardi di Gambol Deen Namarti, da cui sarà fatto uccidere per la sua opposizione al tentativo di colpo di Stato. Appare nella seconda parte di Fondazione anno zero.
- Kendast

Maestro di Stor Gendibal, è nominato in L'orlo della Fondazione.
- Kiangtow Randa

Matematico, zio di Lisung Randa; nominato in Preludio alla Fondazione.
- Kleise

Il più importante elettroneurologo di Terminus prima della sua morte, avvenuta poco prima del 376 EF, ex collega di Toran Darell II, è nominato nella seconda parte di L'altra faccia della spirale.
- Kloda

Governante di Janov Pelorat nel 498 EF. È nominata in L'orlo della Fondazione.
- Kol Benjoam

Ventunesimo Primo Oratore della Seconda Fondazione. Attorno al 500 EF è considerato il più grande psicostorico teorico dopo Hari Seldon. Appare il L'altra faccia della spirale (seconda parte).
- Krasnet

Tecnico dei computer quando Golan Trevize era nella Marina. È nominato in L'orlo della Fondazione.
- Kronwill

Translitterazione incerta. È un archeologo citato da Lord Dorwin, il quale avendo la "r-moscia" lo pronuncia "Kvonwill".
Citato in Cronache della Galassia (prima parte).

## L
- Lanel Russ

Agente di polizia di Dahl, nel 12020 EG. È collega di Gebore Astingwald; appare in Preludio alla Fondazione.
- Las Zenow

Originario di Wenkory, è Bibliotecario Capo della Biblioteca Galattica di Trantor fino al 12058 EG. È amico di Hari Seldon: ha anche trovato negli archivi e comunicato a Seldon l'esistenza del pianeta Terminus, convinto che quella sarebbe stata la sede dell'Enciclopedia Galattica. Dopo tale data ritorna al suo mondo natale.
Appare in Fondazione anno zero (quarta parte).
- Laskin Joranum

Abitante di Micogeno, dopo essere fuggito da quel settore, Laskin Joranum si fece impiantare dei capelli finti, e, fingendo di provenire da Nishaya, nel 12028 EG si mise a capo di un movimento popolare per conquistare l'incarico di primo ministro ai danni di Eto Demerzel. Ingannato da Hari Seldon e da suo figlio Raych, mise a punto una campagna pubblicitaria dove Demerzel veniva visto come un robot, ma la sua popolarità crollò quando il primo ministro rise in diretta TV, venendo successivamente esiliato su Nishaya, dove trovò la morte prima del 12038 EG.
All'apice della sua popolarità aveva conquistato diversi seggi nel parlamento del settore di Dahl, e aveva organizzato delle "squadre di sicurezza" che pattugliavano il quartiere malfamato di Billibotton. Il suo braccio destro era Gambol Deen Namarti. I suoi sostenitori lo chiamavano anche Jo-Jo Joranum.
È un protagonista della prima parte di Fondazione anno zero.
- Lathan Devers

Mercante indipendente, attorno al 190 EF viene inviato a spiare e, se possibile, fermare Bel Riose. Fattosi catturare dalle forze imperiali, scapperà insieme a Ducem Barr per andare su Trantor a denunciare la collusione tra il generale e Brodrig; i due saranno processati tuttavia senza nessun intervento da parte dei due.
Muore in un campo di lavoro attorno al 220 EF.
Appare in Il crollo della Galassia centrale (prima parte).
- Lee Senter

Detto il Barbuto, è il capo di una comunità agricola vicina alla Biblioteca Imperiale di Trantor. Appare nella seconda parte di Il crollo della Galassia centrale.
- Lefkin

Principe anacreoniano, figlio di Wienis. Comandante della nave ammiraglia "Wienis" al momento del varo, nell'80 EF. Viene sollevato dal comando durante la prima missione della nave, che avrebbe dovuto bombardare Terminus. Appare in Cronache della Galassia (terza parte).
- Lem Tarki

Membro del Partito Anti-Immobilista di Terminus nell'80 EF, appare in Cronache della Galassia, terza parte.
- Leonis Cheng

Oratore della Seconda Fondazione nel 498 EF. Appare in L'orlo della Fondazione.
- Leopoldo I

Re di Anacreon, nasce nel 64 EF. Fino al compimento dei sedici anni, il vero detentore del potere era suo zio Wienis.
Appare in Cronache della Galassia (terza parte).
- Les Gorm

Mercante della Fondazione all'epoca della quarta parte di Cronache della Galassia (tra l'80 e il 150 EF).
- Lestin Gianni

Oratore della Seconda Fondazione nel 498 EF, appare in L'orlo della Fondazione.
- Lev Meirus

Primo Ministro di Kalgan sotto Stettin. Appare nella seconda parte di L'altra faccia della spirale.
- Levvaw

Citato da La Volpe (Orum Palley) come esempio di membro della Fondazione passato al Mulo.
Citato nella seconda parte di Il crollo della Galassia centrale.
- Lewis Bort

Nell'80 EF, seguace di Sef Sermak. Appare in Cronache della Galassia (terza parte).
- Lewis Pirenne

Nel 50 EF, il dottor Lewis Pirenne è il presidente del consiglio dei fiduciari della Fondazione, ovvero il rappresentante personale dell'imperatore su Terminus e la massima autorità del pianeta. Perde il suo potere in conseguenza del colpo di Stato pacifico promosso da Salvor Hardin durante la prima crisi Seldon.
Appare in Cronache della Galassia (seconda parte).
- Levi Norst

Membro del Partito Anti-Immobilista di Terminus nell'80 EF, appare in Cronache della Galassia, terza parte.
- Licia Argo

Moglie del Commodoro Asper Argo, figlia del viceré di Siwenna. Appare in Cronache della Galassia (quinta parte).
- Limmar Ponyets

Mercante della Fondazione in un periodo compreso tra l'80 e il 150 EF, riuscì ad aprire il mercato di Askone ai prodotti della Fondazione. Ha ricevuto un'educazione religiosa. È il protagonista della quarta parte di Cronache della Galassia.
- Linge Chen

Capo della Commissione per la Sicurezza pubblica e quindi uomo più potente di tutto l'Impero durante il processo ad Hari Seldon, nel 12068 EG. È colui che prende formalmente la decisione di esiliare il Progetto di Seldon su Terminus. Appare nella prima parte di Cronache della Galassia.
- Liono Kodell

Capo della sicurezza del sindaco Harla Branno, nel 498 EF, appare in L'orlo della Fondazione.
- Lissauer

Autore le cui opere sono state lette da Micelio Settantadue.
Citato in Preludio alla Fondazione: capitolo Sacratorium
- Lisung Randa

Assistente di Psicologia all'università di Streeling nel 12020 EG, quando incontrò Hari Seldon, nipote di Kiangtow Randa. Appare in Preludio alla Fondazione.
- Littoral Thoobing

Ambasciatore della Fondazione su Sayshell nel 498 EF. Appare in L'orlo della Fondazione.
- Lord Dorwin

Cancelliere dell'Impero e diplomatico, Lord Dorwin incaricato nel 50 EF di negoziare il trattato che concede di fatto l'indipendenza ad Anacreon. Durante questo viaggio sosta per breve tempo a Terminus apparentemente per garantire la tutela della Fondazione da ogni ingerenza esterna. È appassionato di archeologia, e in particolar modo del «problema delle origini», ovvero la ricerca del pianeta d'origine della razza umana, sebbene il suo studio si limiti all'analisi filologica dei testi e non alla ricerca diretta. Egli cita il Sole tra i diversi possibili sistemi stellari in questione, pur preferendo Arturo.
Appare nella seconda parte di Cronache della Galassia.
- Lors Avakim

Avvocato di Hari Seldon durante il processo che si tenne davanti alla Commissione per la Sicurezza pubblica a lui e a Gaal Dornick. Appare in Cronache della Galassia (prima parte).
- Lundin Crast

Nel 50 EF, membro del Consiglio dei Fiduciari della Fondazione. Appare in Cronache della Galassia (seconda parte).

## M
- Magnifico Giganticus

- Malcomber

Giardiniere Capo sotto Cleon I, nato circa nell'11950 EG. Va in pensione nel 12038 EG. È nominato in Fondazione anno zero, seconda parte.
- Mamma Rittah

Vecchia dahlita che vive a Billibotton, nata probabilmente prima dell'11950 EG. Gli abitanti di Billibotton la consultano come indovina e come cantastorie; Hari Seldon e Dors Venabili la consultano per ottenere notizie della Terra nel 12020 EG.
Appare in Preludio alla Fondazione.
- Mandell Gruber

Giardiniere di prima classe del Palazzo Imperiale di Trantor, originario di Anacreon. Poco dopo la nomina di Hari Seldon a Primo Ministro, poco dopo un attentato nei suoi confronti, accorre per aiutarlo armato di rastrello. I due in seguito diventeranno amici.
Nel 12038 EG viene promosso a Giardiniere Capo contro la sua volontà; per questo, durante la cerimonia di benvenuto ai nuovi giardinieri, afferra un fulminatore e uccide l'imperatore Cleon I. Per questo sarà giustiziato poco dopo, senza nemmeno aver subito un processo, da parte della Giunta militare.
Appare in Fondazione anno zero (seconda parte).
- Manella Dubanqua

Agente di sicurezza dell'Impero Galattico prima del 12038 EG; in quell'anno effettua un'azione sotto copertura a Trantor come prostituta, per controllare le mosse del Sindaco di Wye, Gleb Andorin. In questa operazione conosce Raych Seldon; partecipa all'operazione di Gambol Deen Namarti per uccidere Hari Seldon, salvandogli la vita.
Dopo l'uccisione di Cleon I si dimette dal servizio di sicurezza, sposando Raych Seldon, con cui avrà due figlie, Wanda e Bellis. Si trasferisce insieme al marito e alla figlia più piccola a Santanni; durante una rivolta sale insieme a Bellis su un'astronave diretta ad Anacreon, che tuttavia scompare.
Appare nella seconda, terza e quarta parte di Fondazione anno zero.
- Mangin

Capo delegazione di Iss al congresso dei mercanti indipendenti convocato per discutere la minaccia del Mulo. Appare nella seconda parte di Il crollo della Galassia centrale.
- Mannix IV

Sindaco di Wye nel 12020 EG. Dopo aver militarizzato Wye, in quell'anno progetta di cedere il potere a sua figlia Rashelle, al fine di condurre un colpo di Stato. Tale tentativo viene fermato dalle forze imperiali.
Appare in Preludio alla Fondazione.
- Marbie

Vedi Alem.
- Manowell

Imperatore della dinastia Entun. Soprannominato "Sanguinario". Fu succeduto da Cleon I.
Citato in Fondazione anno zero.
- Marlo Tanto

Spia imperiale, che nel 12020 EG presentandosi come giornalista tentò di intervistare Hari Seldon e Dors Venabili a Dahl, dopo che questi erano tornati incolumi da Billibotton dopo aver incontrato Mamma Rittah. Appare in Preludio alla Fondazione.
- Elgin Marron

Teppista dahlita, attacca con la sua banda Hari Seldon mentre questi attraversa Billibotton di ritorno da Mamma Rittah. Nella sua aggressione verrà gravemente ferito da Dors Venabili. Appare in Preludio alla Fondazione.
- Mian Edelecki

Biofisica, esamina il genoma di Wanda Seldon su richiesta di Hari Seldon. Appare in Fondazione anno zero (quarta parte).
- Micelio Settantadue

Micogeniano, nato nell'11953 EG. È uno studioso. Incontra Hari Seldon e Dors Venabili durante il loro soggiorno a Micogeno. Appare in Preludio alla Fondazione.
- Milla

Moglie dell'Ingegnere di terza classe Fennel Leemor, che partecipa alla battaglia di Quoriston.
Citata nella seconda parte di L'altra faccia della spirale.
- Mitza Lizalor

Ministro dei Trasporti di Comporellen nel 499 EF. È descritta come una donna matura, mora e procace, probabile accostamento con il nome dell'attrice Liz Taylor. Appare in Fondazione e Terra.
- Monolee

Vecchio saggio di Alpha, custode di molti racconti orali. È nominato in Fondazione e Terra.
- Mori Luk

Sergente agli ordini di Bel Riose durante la campagna contro la Fondazione, è nato su un pianeta agricolo delle Pleiadi. Stringe amicizia con Onum Barr. Appare in Il crollo della Galassia centrale (prima parte).
- Muller Holk

Nel 50 EF, membro dell'Istituto di Logica di Terminus al quale si rivolge Salvor Hardin per far analizzare, tra l'altro, il trattato tra Anacreon e l'Impero Galattico.
È nominato nella seconda parte di Cronache della Galassia.
- Mulo (o Mule)

- Munn Li Compor

Osservatore della Seconda Fondazione, originario di Comporellen. Nel 498 EF è eletto Consigliere della Fondazione assieme a Golan Trevize, di cui è amico. In quell'anno lo denuncia al sindaco Harla Branno, perdendo così l'amicizia di Trevize. Verrà mandato dal sindaco ad inseguire il suo amico, a bordo della Bright Star, una nave gemella della Far Star affidata a Trevize.
Appare in L'orlo della Fondazione.

## N
- Namarath Godhisavatta

Nel 498 EF, funzionario della Dogana di Sayshell, capo di Jogoroth Sobhaddartha. Appare in L'orlo della Fondazione.
- Narovi

Vive con moglie e almeno un figlio nella fattoria di Rossem vicino alla quale sbarcano Bail Channis e Han Pritcher. Accoglie i due e provvede a far informare gli Anziani di Rossem sul loro arrivo.
Appare nella prima parte di L'altra faccia della spirale.
- Noth

Citato da La Volpe (Orum Palley) come esempio di membro della Fondazione passato al Mulo.
Citato nella seconda parte di Il crollo della Galassia centrale.
- Nubegrigia Cinque

Nel 12020 EG, giovane micogeniano. Appare brevemente in Preludio alla Fondazione.

## O
- Olyntus Dam

Compagno di classe di Arkady Darell, attorno al 346 EF. È nominato nella seconda parte di L'altra faccia della spirale.
- Onum Barr

Patrizio dell'Impero e Senatore di Siwenna, fu uno dei promotori della rivolta popolare contro Wiscard. Per questo fu mandato in esilio del nuovo viceré, che avrebbe voluto saccheggiare il pianeta; cinque dei suoi sei figli furono uccisi, meno Ducem. Incontrò Hober Mallow quando questi si recò a Siwenna, fornendogli informazioni sull'Impero.
Appare in Cronache della Galassia (quinta parte).
- Orre

Ingegnere agli ordini di Bel Riose, è nominato in Il crollo della Galassia centrale (prima parte).
- Orum Dirige

Tenente di polizia di Kalgan, nato su Kalgan da genitori della Fondazione trasferitisi lì per lavorare al servizio del Mulo. Lavora per Pelleas Anthor. Appare nella seconda parte di L'altra faccia della spirale.
- Orum Palley

Membro della resistenza democratica a Indbur III prima e al Mulo poi, è detto la Volpe. Appare nella seconda parte di Il crollo della Galassia centrale.
- Osterfith

Nel 12020 EG, è un vecchio matematico. Appare in Preludio alla Fondazione.
- Ovall Gri

Capo della delegazione del mondo dei mercanti indipendenti di Mnemon al congresso sulla minaccia del Mulo. Appare nella seconda parte di Il crollo della Galassia centrale.

## P
- Pelleas Anthor

Membro della Seconda Fondazione, si infiltra nel gruppo del dottor Toran Darell II per indirizzarli a Terminus come sede della Seconda Fondazione, presentandosi come allievo del dottor Kleise.
Appare nella seconda parte di L'altra faccia della spirale.
- Pherl

Favorito del Gran Maestro di Askone attorno al 130 EF. Pherl subisce il ricatto di Limmar Ponyets, mercante della Fondazione, minacciando di rivelare il suo uso di macchinari atomici qualora il notabile non ne acquisti la mercanzia.
Appare in Cronache della Galassia (quarta parte).
- Poli

Governante del dottor Toran Darell II, appare nella seconda parte di L'altra faccia della spirale.
- Poly Verisof

Alto prelato di Anacreon ed ambasciatore di Terminus presso quel pianeta nell'80 EF. Guida la folla che richiede il rilascio di Salvor Hardin durante l'incoronazione di Leopoldo I. Appare in Cronache della Galassia (terza parte).
- Porfirart Hart

Capo della sezione della resistenza democratica cui è affiliata Bayta Darell. È nominato nella seconda parte di Il crollo della Galassia centrale.
- Preem Palver

- Publis Manlio

Ministro degli Esteri della Fondazione e Primate della Chiesa attorno al 150 EF, prima della salita al potere di Hober Mallow. È alleato politico di Jorane Sutt. Appare in Cronache della Galassia (quinta parte).

## Q
- Quinber

Caporale dei Guardiani di Joranum a Dahl, nel 12028 EG. Appare nella prima parte di Fondazione anno zero.
- Quindor Shandess

Venticinquesimo Primo Oratore della Seconda Fondazione. Si dimette nel 498 EF a favore di Stor Gendibal. Appare in L'orlo della Fondazione.

## R
- Randu

Fratello di Fran, ambasciatore di Haven, di cui diventerà capo coordinatore durante l'assedio del Mulo. Appare nella seconda parte di Il crollo della Galassia centrale.
- Rashelle di Wye

Figlia del Sindaco di Wye Mannix IV, nel 12020 EG prepara un colpo di Stato per impadronirsi del trono imperiale, progettando di governare solo su Trantor e su pochi mondi limitrofi concedendo l'indipendenza al resto della Galassia. Rapisce Hari Seldon per dare una patina di "necessità psicostorica" alla sua rivolta. Viene arrestata in conseguenza di questo suo tentativo.
Appare in Preludio alla Fondazione.
- Raych Seldon

- Rendel

Suddito del Gran Maestro di Askone. Il Gran Maestro gli ordina di togliersi le fibie delle scarpe per usarle per la dimostrazione di trasformazione di ferro in oro, proposta da Limmar Ponyets
Appare in Cronache della Galassia (quarta parte).
- Rial Nevas

Teppista trantoriano, nel 12058 EG si presenta come testimone oculare di un'aggressione compiuta a suo dire da Hari Seldon e Stettin Palver, per poi ritrattare. Appare in Fondazione anno zero (quarta parte).
- Rogen Benastra

Capo Sismologo all'università di Streeling nel 12020 EG. È nominato in Preludio alla Fondazione.

## S
- Salvor Hardin

- Sander Nee

Membro dei Guardiani di Joranum di Dahl, nel 12028 EG. Appare in Fondazione anno zero (prima parte).
- Sarton Bander

Solariano, ermafrodita, genitore unico di Fallom. Viene ucciso da Bliss nel 499 EF. Appare in Fondazione e Terra.
- Sef Sermak

Fonda poco prima dell'80 EF il partito anti-immobilista, contrario alla politica di aiuti sostenuta da Salvor Hardin nei confronti dei Quattro Regni. Successivamente diventa sindaco di Terminus, ponendo in atto una riforma agraria.
Appare in Cronache della Galassia (terza parte).
- Sennet Forell

Attorno al 190 EF è l'uomo più ricco della Fondazione. È un discendente di Hober Mallow, appare in Il crollo della Galassia centrale (prima parte).
- Smool

Padre di Hiroko, del pianeta Alpha. È citato in Fondazione e Terra.
- Sotayn Quintesezt

Storico dell'università di Sayshell. Nel 498 EF incontra Golan Trevize e Janov Pelorat, indicandogli il pianeta Gaia. Appare in L'orlo della Fondazione.
- Stanel VI

Padre di Cleon I e imperatore della Galassia prima di lui. Muore nell'11988 EG. È nominato in Preludio alla Fondazione.
- Stanel VI (2)

Nella quinta parte di Cronache della Galassia, Onum Barr dice che questo imperatore è stato l'ultimo imperatore forte, e che è vissuto circa cinquanta anni prima (quindi attorno al 100 EF). Tuttavia non è sicuramente il precedente Stanel VI, padre di Cleon I.
- Stettin

Signore di Kalgan dal 376 EF. Già capo della flotta, diviene Signore rovesciando Thallos. Decide di attaccare la Fondazione nel 377 EF. Appare nella seconda parte di L'altra faccia della spirale.
- Stettin Palver

Storico e mentalico, nipote di Joramis Palver, presumibilmente avo di Preem Palver. Dopo aver studiato all'università di Langano si trasferisce a Trantor. Si unisce al Progetto Psicostoria di Hari Seldon, dove intreccia una relazione con Wanda Seldon, con cui si trasferirà per fondare la Seconda Fondazione.
Appare in Fondazione anno zero (quarta parte).
- Stor Gendibal

- Sunni

Figlia dell'Ingegnere di terza classe Fennel Leemor, che partecipa alla battaglia di Quoriston.
Citata nella seconda parte di L'altra faccia della spirale.
- Suranoviremblastiran

Originaria di Gaia, vive su Trantor con il nome di Sura Novi, inconsapevole della propria origine. Salverà Stor Gendibal dall'aggressione di Karoll Rufirant, e accompagnerà l'Oratore nella sua missione nello spazio a Gaia. Farà da "moderatrice" nel corso della riunione a tre nella quale Golan Trevize sceglierà Galaxia come futuro della Galassia. Ritornerà poi a Trantor.
Appare ne L'orlo della Fondazione.

## T
- Tamwile Elar

Nato nel 12012 EG, Tamwile Elar è un matematico del Progetto Psicostoria, assunto nel 12044 EG come Matematico Anziano. Contribuisce al progetto con le cosiddette "equazioni acaotiche", e veniva considerato il terzo matematico più importante del progetto dopo Hari Seldon e Yugo Amaryl.
Insieme a Cinda Monay progetta il "Chiarificatore Elettronico", con cui costruire una versione potenziata del Primo Radiante, con cui distruggere Dors Venabili, con l'aiuto del colonnello Hender Linn (e del generale Dugal Tennar). Sarà ucciso nel 12048 dalla stessa Dors Venabili.
È un protagonista della terza parte di Fondazione anno zero.
- Tapper Savand

Orticultore originario di Anacreon, disegnò i giardini del Palazzo Imperiale circa un secolo e mezzo prima dell'inizio dell'era della Fondazione. È nominato in Fondazione anno zero (seconda parte).
- Tejan Popjens Lih

Nata sul mondo esterno di Lystena, nel 12058 EG è un giudice che processa Hari Seldon e Stettin Palver per aggressione. Appare in Fondazione anno zero (quarta parte).
- Terep Bindris

Ricco imprenditore cui si rivolge senza successo Hari Seldon nel 12058 EG per ottenere una donazione. Appare in Fondazione anno zero (quarta parte).
- Thallos

Signore di Kalgan, rovesciato da Stettin; è nominato nella seconda parte di L'altra faccia della spirale.
- Theo Aporat

Membro dell'alto clero di Anacreon, è stato cappellano capo a bordo della nave ammiraglia anacreoniana "Wienis" al momento del varo, nell'80 EF. Appare in Cronache della Galassia, terza parte.
- Tinter

Tenente a bordo della Far Star di Hober Mallow, attorno al 150 EF. Appare in Cronache della Galassia (quinta parte).
- Tippellum

Tenente della Fondazione durante la battaglia di Quoriston, nel 377 EF. Appare nella seconda parte di L'altra faccia della spirale.
- Tomaz Sutt

Nel 50 EF, membro del Consiglio dei Fiduciari della Fondazione. Appare in Cronache della Galassia (seconda parte).
- Tomma

Figlio dell'Ingegnere di terza classe Fennel Leemor, che partecipa alla battaglia di Quoriston.
Citata nella seconda parte di L'altra faccia della spirale.
- Toran Darell

Figlio di Fran, marito di Bayta, padre di Toran, originario di Haven. Appare nella seconda parte di Il crollo della Galassia centrale.
- Toran Darell II

Figlio di Toran e Bayta Darell, padre di Arkady. Uno dei più importanti elettroneurologi di Terminus attorno al 380 EF, successivamente a capo della sezione Ricerche e Sviluppi della Fondazione, organizza un gruppo (composto da Pelleas Anthor, Jole Turbor, Elvett Semic e Homir Munn) per scoprire la sede della Seconda Fondazione. Inventa insieme a Semic lo Staticizzatore Mentale.
Appare nella seconda parte di L'altra faccia della spirale.
- Tyrma Acarnio

Bibliotecario Capo della Biblioteca Galattica dopo Las Zenow. Appare in Fondazione anno zero (quarta parte).

## U
- Upshur

Guardia dell'astronave Far Star, appare in Cronache della Galassia (quinta parte).

## V
- Vasil Deniador

Storico di Comporellen, incontra Golan Trevize, Janov Pelorat e Bliss nel 499 EF. Scettico per prassi, dispone di limitate fonti storiche, per lo più leggendarie, sulla seconda ondata colonizzatrice, preludio alla conquista della Galassia. Deniador fornisce ai visitatori delle notizie certe per raggiungere alcuni dei Mondi Spaziali. Appare in Fondazione e Terra.
- Vrank

Tenente ai comandi di Bel Riose, appare in Il crollo della Galassia centrale (prima parte).

## W
- Walto

Nel 50 EF, membro del Partito Anti-Immobilista di Sef Sermak a Terminus. Appare in Cronache della Galassia (terza parte).
- Wanda Seldon

Figlia di Raych Seldon e di Manella Dubanqua, nipote di Hari Seldon. Manifesta dei poteri mentalici; quando suo padre, sua madre e sua sorella Bellis Seldon si trasferiscono su Santanni, rimane su Trantor con il nonno, perfezionando la sua conoscenza della psicostoria.
Avrà una relazione con Stettin Palver, con cui si trasferirà per fondare la Seconda Fondazione. Appare nella terza e quarta parte di Fondazione anno zero.
- Wienis

Zio del re di Anacreon Leopoldo I, governa il regno come reggente durante il mandato di Salvor Hardin. Si definisce un uomo d'azione, nel senso che preferisce sempre risolvere i propri problemi con la forza, se possibile, risultando per questo la vera e propria antitesi del sindaco di Terminus, secondo cui l'uso della violenza è non solo immorale, ma anche stupido. Sfortunatamente per lui, la grande fiducia che ripone nei propri metodi e nelle proprie capacità non bastano a compensare la sua mancanza di lungimiranza: i capi della Fondazione capiscono subito le sue reali intenzioni, e già molto prima che lui faccia la sua mossa, Salvor Hardin escogita un piano per fermarlo. Nell'80 EF, durante la seconda Crisi Seldon, Wienis ordina alla flotta Anacreoniana di attaccare Terminus, ma il piano fallisce miseramente dato che tutta l'energia di Anacreon è sotto il controllo diretto della Fondazione o dei preti, educati ad obbedire quasi fanaticamente ad essa. Quando l'attacco di Anacreon inizia, tutta l'energia del pianeta si esaurisce, e ogni prete arringa la folla contro Leopoldo e Wienis per aver compiuto tale eresia contro la Fondazione, mentre i preti a bordo delle navi della flotta prendono il comando di essa. Reso folle per il fallimento del suo piano, e ritrovatosi impossibilitato anche nell'uccidere personalmente Hardin, Wienis si suicida.
Appare in Cronache della Galassia (terza parte).
- Willing

Citato da La Volpe (Orum Palley) come esempio di membro della Fondazione passato al Mulo.
Citato nella seconda parte di Il crollo della Galassia centrale.
- Wiscard

Viceré di Siwenna attorno al 140 EF; tentò di ribellarsi all'Imperatore, ma venne cacciato da una rivolta popolare. Attorno al 150 EF governa sulle Stelle Rosse.
È nominato in Cronache della Galassia (quinta parte).

## Y
- Yate Fulman

Nel 50 EF, membro del Consiglio dei Fiduciari della Fondazione. Appare in Cronache della Galassia (seconda parte).
- Yay

Uomo di Davan, appare in Preludio alla Fondazione.
- Yohan Lee

Amico e consigliere di Salvor Hardin. Appare nella seconda e terza parte di Cronache della Galassia.
- Yugo Amaryl

- Yume

Comandante di un'astronave, agli ordini di Bel Riose, appare in Il crollo della Galassia centrale (prima parte).